# 록스 펑크맨
록스 펑크맨은 대한민국의 래퍼다. 2015년 정규 앨범 《King's Blood》로 데뷔했다.

## 방송
- 쇼미더머니4 (2015) - Top52
- 쇼미더머니8 (2019) - Top54
- 쇼미더머니10 (2021) - Top132